# Dawn of Azazel
I Dawn of Azazel sono una band death metal/blackened death metal originaria della Nuova Zelanda fondata nel 1997.

## Formazione

### Formazione attuale
- Rigel Walshe - voce, basso
- Joe Bonnett - chitarra
- Martin Cavanagh - batteria

### Ex componenti
- Tony Angelov - chitarra
- Tom James - chitarra
- Phil Osbourne - batteria
- Tony Corry - batteria

## Discografia

### Album
- The Law of the Strong (ARcd005, Agonia Records, 2004)
- Sedition (EI 001, Extreme Imprint, 2005)
- Reletless (Dawn of Azazel)Reletless (PC 027, Prime cuts music, 2009)
- The Tides of Damocles (EI 002, Extreme imprint, 2015)

### Demo
- Of Bloodshed And Eternal Victory (Indipendente, 1999)
- Vita est Militia Super Terram (Indipendente, 2000)

### Singoli
- Bloodforged Abdication (Hellflame Productions, 2002)